# Romantika
Il Romantika è un traghetto appartenente alla compagnia di navigazione Tallink.

## Servizio
Varato e battezzato il 14 dicembre 2001 nel cantiere navale Aker Finnyards di Rauma con il nome di Romantika e consegnato il 10 maggio 2002 alla Tallink, prende servizio il 21 maggio nei collegamenti tra Tallinn ed Helsinki.
Il 6 maggio 2006 viene trasferito nei collegamenti tra Tallinn, Mariehamn e Stoccolma.
Il 4 maggio 2009 termina il servizio sulla Tallinn-Mariehamn-Stoccolma e quattro giorni dopo prende servizio nei collegamenti tra Riga e Stoccolma.
Il 7 ottobre 2014 torna sulla Stoccolma-Mariehamn-Tallinn.
Il 12 dicembre 2016 torna in servizio sulla Stoccolma-Riga.

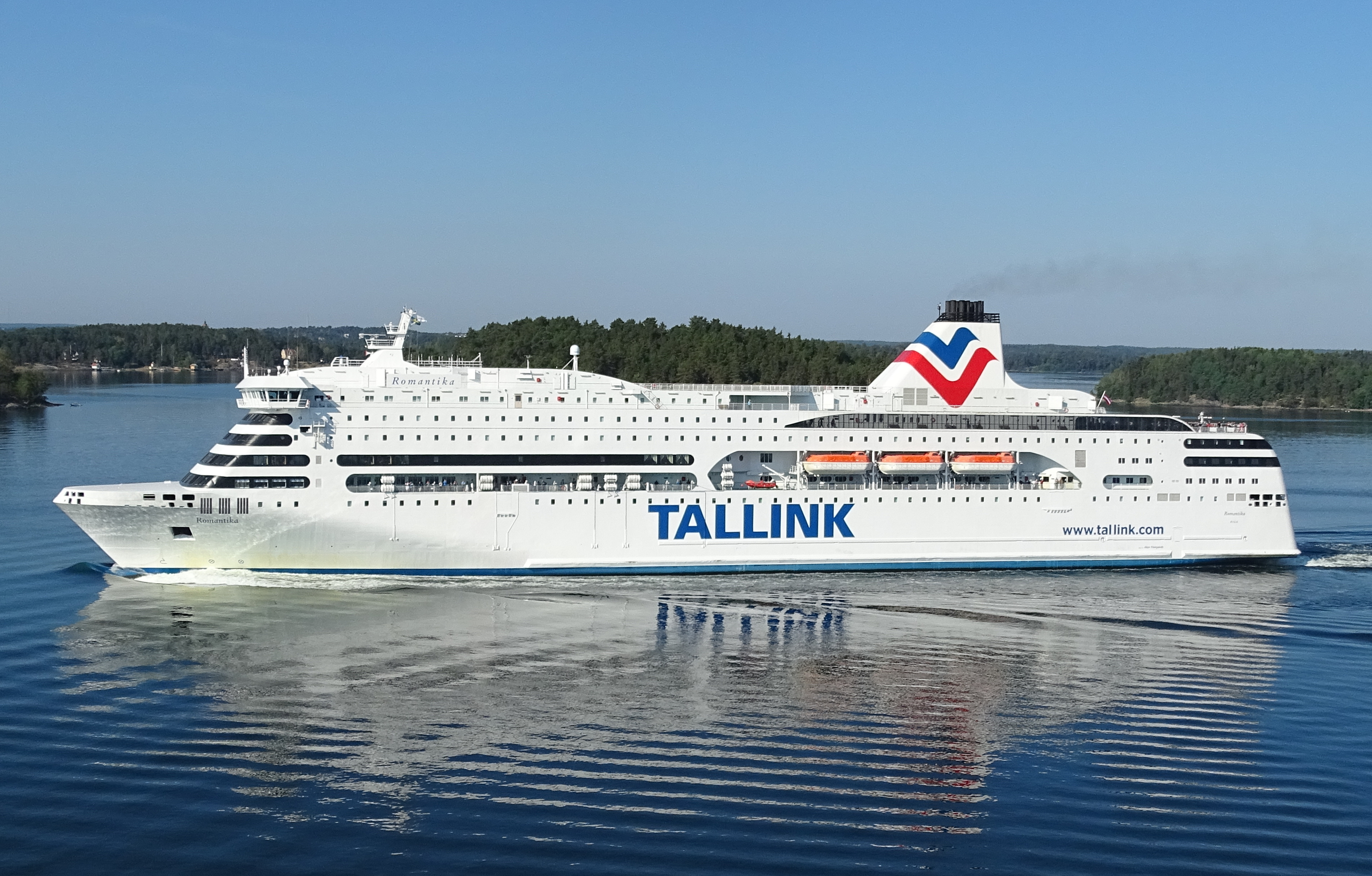
Il Romantika in navigazione nel 2018.

Il 15 marzo 2020, in seguito alla chiusura delle frontiere a causa della pandemia di COVID-19, viene disarmato a Riga.
Da giugno a settembre 2020 viene impiegato in alcune minicrociere tra Stoccolma, Mariehamn, Helsinki e Riga.
Il 28 settembre 2020 viene disarmato a Tallinn.
Nel giugno del 2021 viene noleggiato all'autorità portuale di Tangeri Med ed il 5 luglio salpa per il Marocco. Nello stesso mese prende servizio nei collegamenti tra Tangeri Med, Tarragona e Sète.
Il 6 ottobre 2021 termina il noleggio e salpa per Glasgow, dove giunge il 12 ottobre. Tre giorni dopo viene noleggiato all'ONU ed impiegato come hotel galleggiante nel porto scozzese fino al 15 novembre.
Il 1º novembre 2021 viene noleggiato alla Holland Norway Line e, terminato il noleggio precedente,il 15 novembre salpa da Glasgow per per Tallinn, dove viene disarmato.
Il 7 marzo 2022 viene trasferito in cantiere a Naantali, dove issa bandiera olandese e monta la livrea della compagnia noleggiatrice.
Il 7 luglio prende servizio nei collegamenti tra Eemshaven e Kristiansand.
Il 1º febbraio 2023 rompe le cime ad Eemshaven ed entra in collisione con una portarinfuse. Successivamente all'incidente, viene trasferito a Kristiansand e riparato.
Dal 22 aprile al 30 maggio 2023 opera nei collegamenti tra Cuxhaven e Kristiansand. Dal 1º giugno torna in servizio sulla Kristiansand-Eemshaven.
Il 30 agosto 2023, a causa dei problemi finanziari della Holland Norway Line, viene disarmato a Eemshaven. Il giorno successivo la Tallink rescinde il contratto di noleggio ed il 9 settembre il traghetto fa ritorno a Tallinn, dove viene disarmato.
Il 26 maggio 2025 ne viene annunciato il noleggio per nove mesi alla algerina Madar Maritime Company a partire dal 31 maggio, con la quale opererà sotto le insegne della Andalouza nei collegamenti tra Alicante, Almería, Orano e Mostaganem.
Il 1º giugno salpa da Tallin per Algeri, dove giunge l'8 giugno. Nello stesso mese prende servizio nei collegamenti tra Alicante, Almería, Orano, Mostaganem e Béjaïa.

## Navi gemelle
- Victoria I